# Comuna Bănzari, Balta
Bănzari, de asemenea și Benzari (în ucraineană Бендзари, transliterat: Bendzarî) este o comună în raionul Balta, regiunea Odesa, Ucraina, formată din satele Andriașivka și Bănzari (reședința).

## Demografie
Componența lingvistică a comunei Bănzari
     Ucraineană (95,85%)
     Rusă (2,36%)
     Română (1,21%)
     Alte limbi (0,58%)
Conform recensământului din 2001, majoritatea populației comunei Bănzari era vorbitoare de ucraineană (95,85%), existând în minoritate și vorbitori de rusă (2,36%) și română (1,21%).